# Marie Tragousti
Marie Tragousti (* 1999 in Berlin) ist eine deutsche Schauspielerin.

## Leben
Marie Tragousti wurde in Berlin geboren, wo sie erste praktische Erfahrungen an verschiedenen Theaterbühnen sammelte und 2011 Schauspielunterricht bei Ines Bartholomäus nahm. Sie wirkte bei Inszenierungen am Theater Strahl („Theater für ein junges Publikum“), an der Schaubühne (Jugendclub) und an der Volksbühne (P14 Jugendtheater). Lotta Schwerk besetzte sie 2017 in dem Kurzfilm Was wir wissen, der mit mehreren Preisen ausgezeichnet wurde. Einen davon erhielt Tragousti, die auf dem Firenze FilmCorti Festival als Beste Hauptdarstellerin ausgezeichnet wurde. 2017 nahm sie an einem Schauspielworkshop bei Cathy Haase an der Deutschen Film- und Fernsehakademie Berlin (dffb) teil. 2020 spielte sie im Kinofilm Nackte Tiere von Melanie Waelde mit, der auf der Berlinale seine Premiere feierte. Für ihre Darstellung der Katja wurde sie für den Preis der deutschen Filmkritik nominiert.
Tragousti wohnt in Köln.

## Filmografie
- 2017: Was wir wissen
- 2017: Ninja Motherfucking Destruction
- 2020: Nackte Tiere
- 2021: Derp Girl
- 2022: Solastalgia
- 2023: Drifter
- 2024: Touched
- 2024: Abendland